# 池田沙耶香
池田 沙耶香（いけだ さやか、1985年9月23日  - ）は、日本の気象予報士・防災士。ウェザーマップ所属。

## 経歴
広島県出身。桐朋学園芸術短期大学演劇科卒業。
前職は俳優で、エフ・エム・ジーに所属していた。
独身時代は常に折り畳み傘を持っていたため、ほとんど天気予報を気にする事がなかったが、結婚・出産と生活スタイルが変化し、天気予報の重要性に気付き、2015年に気象予報士資格を取得。2016年からウェザーマップに所属。 テレビ・ラジオの出演とともに、番組制作のサポートも務め、天気コーナーの全般に携わる
。

## 現在の出演番組
- あさイチ（NHK総合、2021年12月27日[4] - ）
- ジェーン・スー 生活は踊る（TBSラジオ）[2]
- たまむすび（TBSラジオ）[2]
- こねくと（TBSラジオ）[2]
- 荻上チキ・Session（TBSラジオ）[2]
- 5時のニュース・天気予報（TBSラジオ）[2]
- まとめて!土曜日（TBSラジオ）[2]
- 土曜ワイドラジオTOKYO ナイツのちゃきちゃき大放送（TBSラジオ）[2]

## 過去の出演番組
- はやドキ!（TBS、2020年3月30日 - 2021年9月30日）
- TBS NEWS（2019年4月 - 2020年3月）
- JNNニュース（「報道の日 2019」内）（TBS、2019年12月30日）
- もしもで考える…なるほど!なっとく塾（BSフジ）
- ニノさん（日本テレビ、2018年12月23日[5]）
- 西田篤史の週間パパたいむ（中国放送）
- 広島女子高生日記（中国放送、2002年4月1日 - 2003年3月28日）

テレビドラマ
- ハケンの品格（日本テレビ）
- 勇者ヨシヒコと魔王の城 第8話[6]（テレビ東京）
- 連続テレビ小説 おひさま（NHK）

舞台
- 日生劇場「LOVEセンチュリー」
- 東京セレソンDX「流れ星」
- みんなのうたプロジェクト「世界のどこにでもある、場所」